# Marc Shaiman
Marc Shaiman (ur. 22 października 1959 w Newark) – amerykański kompozytor i autor tekstów piosenek, twórca muzyki filmowej, teatralnej i telewizyjnej. Laureat nagród Grammy, Emmy i Tony. Siedmiokrotnie nominowany do Oscara.

## Życiorys
Pochodzi z rodziny żydowskiej. Urodził się w Newark w stanie New Jersey, a wychował w Scotch Plains. W wieku szesnastu lat porzucił szkołę i zaczął pracę w teatrach na nowojorskim Broadwayu.
Zasłynął jako autor oprawy muzycznej musicalu Lakier do włosów - zarówno jego wersji teatralnej, jak i filmowej. Stale współpracuje z reżyserem Robem Reinerem (m.in. Misery, 1990; Ludzie honoru, 1992; Prezydent: Miłość w Białym Domu, 1995; Duchy Missisipi, 1996; Z ust do ust, 2005; Choć goni nas czas, 2007).
Łącznie zdobył siedem nominacji do Oscara: cztery za najlepszą muzykę i trzy za najlepszą piosenkę. Jest autorem muzyki do takich filmów, jak m.in. Bezsenność w Seattle (1993) Nory Ephron, Zmowa pierwszych żon (1996) Hugh Wilsona, Patch Adams (1998) Toma Shadyaca, Miasteczko South Park (1999) Treya Parkera, Lakier do włosów (2007) Adama Shankmana, Mary Poppins powraca (2018) Roba Marshalla.
Otwarcie przyznaje się do orientacji homoseksualnej. 26 marca 2016 poślubił porucznika armii amerykańskiej Louisa Mirabala.